# Venustatrochus
Venustatrochus is een geslacht van weekdieren uit de klasse van de Gastropoda (slakken).

## Soorten
- Venustatrochus atlantis (Clench & Aguayo, 1940)
- Venustatrochus eclectus Marshall, 2016
- Venustatrochus galateae Marshall, 2016
- Venustatrochus georgianus Powell, 1951
- Venustatrochus malaita (Vilvens, 2009)
- Venustatrochus secundus Powell, 1958
- Venustatrochus youngi Marshall, 2016